# 巴庫古城
巴库古城是阿塞拜疆首都巴库的历史核心。巴库古城是巴库最古老的部分，周围建有用于防御的城墙。2007年巴库古城人口约为3000人。2000年12月，巴库古城（包括希尔万沙宫殿和少女塔）成为阿塞拜疆第一个被联合国教科文组织列为世界遗产的地点。